# 케빈 던
케빈 던(Kevin Dunn, 1958년 8월 24일 ~ )은 미국의 배우이다.

## 출연 작품

### 영화
- 체인 리액션 - FBI 요원 도일 역
- 고질라
- 트랜스포머2
- 워리어 - 교장 역
- 유 메이 낫 키스 더 드라이브 - 토스 역
- 파이어 위드 파이어 - 칼빈 뮬렌스 역
- 프로즌 그라운드 - 밥 젠트 중위 역
- 잡스 - 길 아멜리오 역
- 드래프트 데이 - 마빈 역
- 캡티브 스테이트 - 유진 이고 역
- 데이브
- 킹 리차드 - 빅 브레이든 역

### 드라마
- 제7의 천국 (CWTV)
- 머니 레이스 (HBO) - 마커스 베커 역